# 高木古都
高木 古都（たかぎ こと、1990年8月28日 - ）は、日本の女優、歌手、モデル、コスプレイヤー。
かつてはソニー・ミュージックアーティスツに所属していた。身長162cm、スリーサイズはB85W61H85。

## 来歴・人物
2005年、角川映画とソニー・ミュージック、Yahoo! JAPAN共同によるコンテスト、第1回「スーパー・ヒロイン・オーディション ミス・フェニックス」で土屋太鳳と共に審査員特別賞を受賞。
2007年、映画『Watch with Me 〜卒業写真〜』のヒロイン役に抜擢されるとともに、同映画のキャンペーンソング「卒業写真」（主題歌を歌うハイ・ファイ・セットのカバー）で歌手デビューした。
2009年、「ミスマガジン2009」の審査員特別賞を受賞。
好きな学科は、数学と音楽。特技は、水泳とソフトボール、ピアノ、居合。
好きな芸能人は、広末涼子、米倉涼子。好きな色は、黒や赤、ピンク、金、クリームなど。
同じミスマガジン2009の佐武宇綺とは仲が良い。

## 出演

### テレビ番組
- 美の巨人たち（2010年9月11日、テレビ東京）
- 開運音楽堂（2011年1月8日、TBS）- 成人の日スペシャルのゲスト

### テレビドラマ
- ガラスの牙（2007年10月6日、中部日本放送） - 権藤のぞみ 役
- 僕の秘密★兵器（2009年10月2日、名古屋テレビ） - 倉木結衣 役
- ブカツ道「お茶の薫り」（2010年4月11日、WOWOW） - 小山菜々 役
- 熱いぞ!猫ヶ谷!!（2010年10月-12月、名古屋テレビ） - 田川茉莉 役
- もっと熱いぞ!猫ヶ谷!!(2011年10月-12月、名古屋テレビ) - 田川茉莉 役
- 臨死!!江古田ちゃん 第7話（2011年2月22日、日本テレビ） - Nちゃん 役
- SMOKING GUN〜決定的証拠〜 第7話（2014年5月21日、フジテレビ）

### 映画
- 着信アリFinal（2006年6月24日公開、東宝）
- Watch with Me 〜卒業写真〜（2007年6月9日公開、ティ・ジョイ） - 萩原ひとみ 役
- 転校生 -さよなら あなた-（2007年6月23日公開、角川映画） - 佐久井由香 役
- 武士道シックスティーン（2010年4月24日公開、ゴー・シネマ） - 村浜ゆかり 役
- ラーメン侍（2011年10月22日九州一斉公開、ティ・ジョイ）  - きな子 役
- 闇金ウシジマくん（2012年8月25日、S・D・P）
- ヌイグルマーZ[4]（2014年1月25日公開、キングレコード / ティ・ジョイ） - 片腕ロリータ 役
- リュウグウノツカイ （2014年8月2日、slash） - 中村久美 役

### CM
- マイナビ（2009年）
- 花王 エッセンシャル（2010年）
- ワタミ（2010年）
- キリンビール 麒麟淡麗〈生〉（2012年）
- NEC（2012年）
- セブン銀行（2014年）
- 大正製薬 コパトーン UVカットミルク（2014年）

### インターネットドラマ
- イケない課外授業（2009年4月1日、魔法のiらんどTV） - 松永弥生 役
- ひだまりの場所〜初恋〜（2010年1月23日 - 4月11日、BeeTV）
- 君と僕との約束（2012年4月1日 - 5月23日、BeeTV）

### 舞台
- 「Girls in a Cycle」（2012年3月29日 - 4月1日、新宿タイニイアリス） - 主演
- 劇団UTY 第1回本公演 ｢喫茶ポギー｣（2012年10月12日 - 10月14日、しもきた空間リバティ） - 主演
- 天才劇団バカバッカ vol.11「タイム・アフター・タイム」（2013年7月31日 - 8月4日、中野ザ・ポケット）

### DVD
- ミスマガジン2009 高木古都（2009年8月21日、Vap）
- ミスマガジン2009　シンデレラロード（2010年9月24日）
- コトナツ ~古都と夏休み~（2010年10月22日）
- ほんとうにあった怖い話第二十五夜（2013年5月3日）ひき逃げ - 主演
- 東京シェアリング（2013年6月28日） - 主演

## 書籍

### デジタル写真+ムービー作品集
- 「初春景色」／高木古都 （2012年4月4日、石川信介撮影、ファンプラス・GザテレビジョンPLUS配信）

## ディスコグラフィー
1. 卒業写真（2007年4月18日）
  - 卒業写真：T-JOY配給映画「Watch with Me 〜卒業写真〜」キャンペーンソング
  - 卒業写真／ハイ・ファイ・セット：ティ・ジョイ配給映画「Watch with Me〜卒業写真〜」主題歌